# Ilex yurumanguinis
Ilex yurumanguinis là một loài thực vật có hoa trong họ Aquifoliaceae. Loài này được Cuatrec. mô tả khoa học đầu tiên năm 1949.